# Time Stand Still
Time Stand Still är ett musikalbum av The Hooters, utgivet 2007. Det är deras första studioskiva sedan 1993.

## Låtlista
1. "I'm Alive" (Rob Hyman, Eric Bazilian) - 4:08
2. "Time Stand Still" (Rob Hyman, Eric Bazilian) - 3:52
3. "The Boys of Summer" (Don Henley, Mike Campbell) - 4:58
4. "Until I Find You Again" (Rob Hyman, Eric Bazilian) - 4:08
5. "Until You Dare" (Rob Hyman, Eric Bazilian) - 4:47
6. "Morning Buzz" (Rob Hyman, Eric Bazilian) - 3:38
7. "Where The Wind May Blow" (Rob Hyman, Eric Bazilian) - 3:42
8. "Catch of the Day" (Rob Hyman, Eric Bazilian) - 3:03
9. "Ordinary Lives" (Rob Hyman, Eric Bazilian, John Lilley) - 5:04
10. "Free Again" (Rob Hyman, Eric Bazilian) - 6:54
11. "White Jeans" (gömd extra låt) (Rob Hyman, Eric Bazilian) - 4:08

## Musiker
- Eric Bazilian: sång, gitarrer, mandolin, saxofon
- Rob Hyman: sång, keyboards, melodica, dragspel
- John Lilley: gitarr
- David Uosikkinen: trummor
- Fran Smith Jnr: bas